# Мацуе
Мацуе (по английската Система на Хепбърн Matsue) е град и административен център на префектура Шимане, Япония. Към 2005 г. Мацуе има население 196 093 души с гъстота 369,84 души на km2. Площта му възлиза на 530,21 km2.
Градът носи името „воден град“, защото се намира до езерото Шинджи, седмото по големина в Япония.

## Побратимени градове
- Ханджоу, Китай
- Ню Орлеанс, САЩ
- Дъблин, Ирланция
- Инчуан, Китай
- Чинджу, Южна Корея
- Дзилин, Китай